# Swartkrans
Swartkrans là một hang động hóa thạch nằm cách Johannesburg 32 km (20 mi). Nó nằm trong Cái nôi của nhân loại, một Di sản thế giới của UNESCO và một địa điểm khảo cổ học đáng chú ý cực kỳ giàu có các hóa thạch, đặc biệt là của Tông Người. Các hóa thạch được phát hiện trong đá vôi của Swartkrans bao gồm loài Homo ergaster (bao gồm nhiều hóa thạch của Homo erectus), Homo habilis và Paranthropus. Các hóa thạch lâu đời nhất có mặt tại đây có lịch sử từ 1,9 đến 2,1 triệu năm tuổi.
Nhà cổ sinh vật học đáng Robert Broom là một người thường xuyên khám phá khu vực này. Song hành cùng ông là Charles Kimberlin Brain, người khai quật tại địa điểm đã truyền cảm hứng cho cuốn sách The Hunters or the Hunted?, trong đó ông đã chứng minh rằng, thay vì loài vượn là những kẻ khát máu, hóa thạch chi Người tại đây cho thấy họ là những nạn nhân của những loài mèo lớn. Ban đầu người ta tin rằng, những con mèo răng kiếm Dinofelis là kẻ gây ra những vụ việc trên nhưng bằng chứng gần đây cho thấy, vượn nhân hình có khả năng cao là nạn nhân của những con Megantereon hoặc Báo, dựa trên tỷ lệ đồng vị cacbon lấy từ kẻ săn mồi.

## Lịch sử khám phá
Swartkrans nằm trên sông Blaauwbank trong một khu vực được gọi là Cái nôi của nhân loại, nơi có một kỷ lục dài về một số hóa thạch Người lâu đời nhất vẫn còn là bí ẩn trên thế giới. Nó nằm cách Sterkfontein, một địa điểm cũng đã mang lại những khám phá tương tự trong cùng thời đại chừng 1 kilômét (0,62 mi). Hang động được phát hiện vào năm 1948 và các cuộc khai quật ban đầu được thực hiện bởi nhà cổ sinh vật học Robert Broom. Nhóm của ông đã phát hiện ra một hài cốt của Paranthropus robustus và các loài của Homo sớm. Đó là địa điểm đầu tiên mà cả Paranthropus và Homo được tìm thấy cùng nhau.
Cuộc khai quật sau đó tạm dừng cho đến giữa những năm 1960 và tiếp tục cho đến những năm 1980, khi Charles Kimberlin Brain đưa một đội đến Swartkrans. Hàng ngàn cổ vật và hài cốt đã được phát hiện, trong đó có 415 mẫu vật được coi là của Hominin.
Một số bằng chứng sớm nhất về việc Kiểm soát lửa bởi người tiền sử cách đây 1,5 triệu năm có thể được tìm thấy tại Swartkrans. Ngoài ra, một số bằng chứng sớm nhất về các công cụ bằng xương động vật cũng đã được tìm thấy tại Swartkrans và Sterkfontein, với những bằng chứng lâu đời nhất tại Swartkrans có niên đại khoảng 1,8 triệu năm trước. Những công cụ này có thể đã được chế tạo bởi Australopithecus robustus hoặc một loài Homo thời kỳ đầu, cả hai đều sinh sống trong hang cùng khoảng thời gian. Những công cụ ban đầu này được suy đoán là đã được sử dụng để đào củ, nhưng thay vào đó chúng có thể được sử dụng để thu hoạch mối, nhiều trong số các công cụ này có thể đã được sử dụng đa năng. Đánh giá lại sự mòn đi của các dụng cụ bằng đá và xương do Brain phát hiện trong các cuộc khai quật, và các thí nghiệm trước đó của các nhà nghiên cứu đã đưa ra kết luận rằng, mối là một nguồn dinh dưỡng cao và là nguồn thực phẩm bổ sung cho vượn nhân hình sớm. Các công cụ xương sẽ cho phép khai thác loài côn trùng này dễ dàng hơn so với công cụ bằng đá.
Năm 2016, việc phát hiện ra bằng chứng sớm nhất về căn bệnh ung thư trong một Hominin đã được công bố. Một khối u xương đã được tìm thấy trên xương bàn chân trái thứ năm từ một hominin không được phân loại.